# مجرة Haro 11

## الخلفية

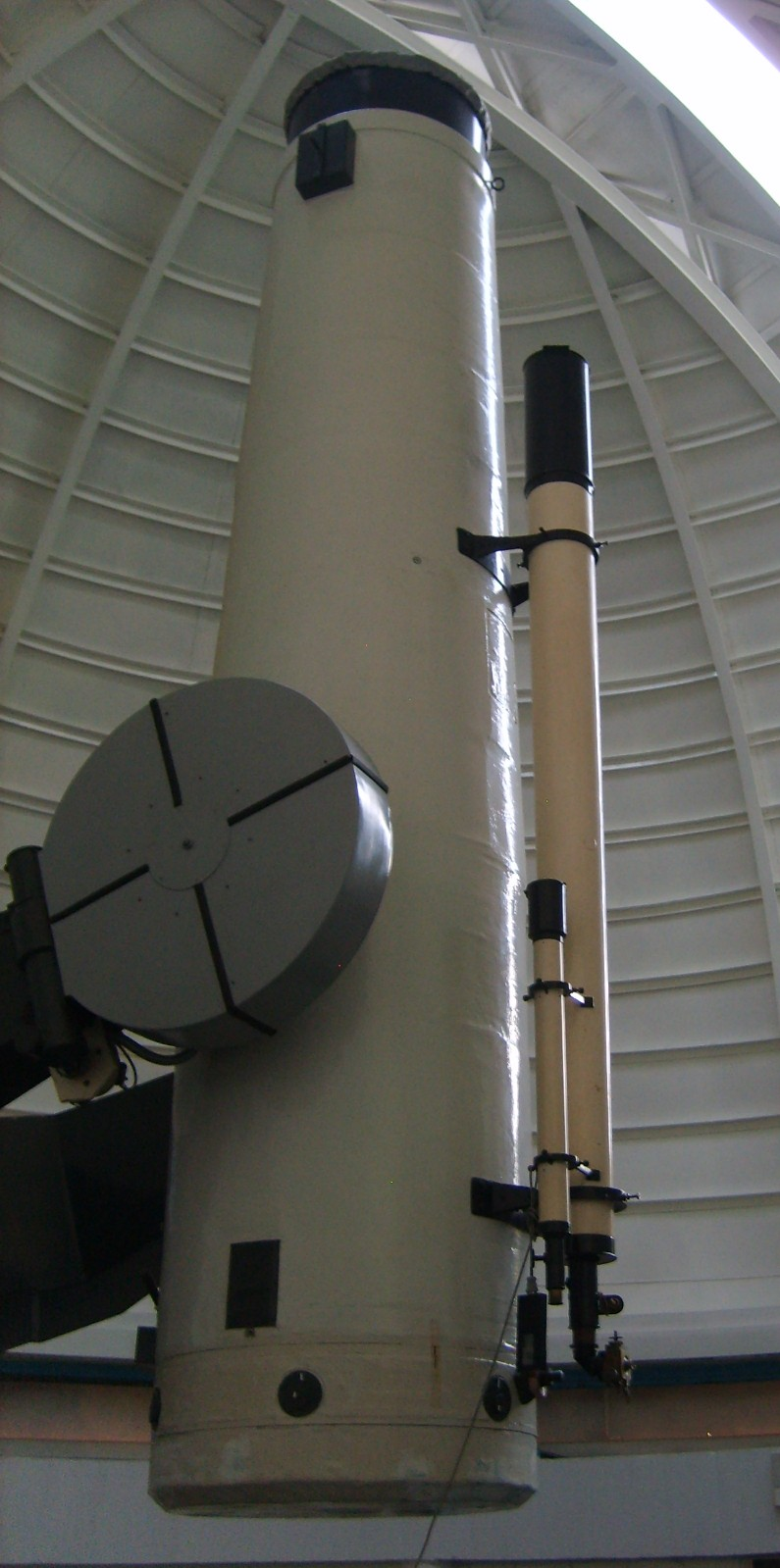
كاميرا شميدت في مرصد Tonantzintla.

وصف Guillermo Haro لأول مرة H11 في دراسة نُشرت عام 1956 حيث سجل 44 مجرة زرقاء. تم إجراء الملاحظات في مرصد Tonantzintla في المكسيك باستخدام كاميرا شميت. منذ ذلك الحين، أعطت قاعدة بيانات NASA / IPAC Extragalactic (NED) 123 اقتباسًا لـ H11. نُشرت الدراسة الأولى التي تُظهر الهروب المحتمل لفوتونات ليمان المستمرة في عام 2006، باستخدام بيانات من مستكشف الأشعة فوق البنفسجية الطيفي (FUSE). كان هدف الدراسة هو اختيار «قزم انفجار نجمي شديد في Haro 11 بهدف تحديد جزء الهروب المستمر ليمان من التحليل الطيفي للأشعة فوق البنفسجية.» 
تم إنشاء الصورة الموجودة في مربع المعلومات أعلى اليسار من خلال دمج البيانات من تلسكوب ESO الكبير جدًا وتلسكوب هابل الفضائي التابع لناسا / وكالة الفضاء الأوروبية. حدد فريق من علماء الفلك في جامعة ستوكهولم بالسويد ومرصد جنيف بسويسرا 200 مجموعة منفصلة من النجوم الضخمة الشابة جدًا، والتي يقل عمر العديد منها عن 10 ملايين سنة.  قادت الملاحظات علماء الفلك إلى استنتاج أن H11 هو على الأرجح نتيجة اندماج بين مجرة غنية بالنجوم ومجرة أصغر غنية بالغاز. 

## فوتونات في حيز ليمان
Haro 11 هي واحدة من تسع مجرات في المجموعة المحلية وتم تحديدها على أنها فوتونات متسربة من حيز ليمان.    
يعد التسرب في حيز ليمان أمرًا بالغ الأهمية للعملية المعروفة باسم Reionization إعادة التأين والتي يُفترض أنها حدثت بين الانزياح الأحمر z = 11 و z = 7، أي خلال أول 10٪ من عمر الكون. إعادة التأين، أو عصر إعادة التأين هي الفترة التي تحول خلالها الغاز في الكون المبكر من كونه متعادلا كهربائيا تمامًا تقريبًا إلى حالة أصبح فيها متأينًا بالكامل تقريبًا. يرتبط عصر إعادة التأين ارتباطًا وثيقًا بالعديد من الأسئلة الأساسية في علم الكونيات وتشكيل الهياكل الكونية والتطور. 

## حركيات هارو 11
في نوفمبر 2015، تم نشر دراسة في مجلة علم الفلك والفيزياء الفلكية بواسطة جوران أوستلين وآخرون. التي فحصت حركيات H11 باستخدام الملاحظات التي تم جمعها في المرصد الأوروبي الجنوبي، بارانال، تشيلي. قارنت الدراسة أيضًا H11 مع مجرات الهوائيات (NGC 4038)، زوج من المجرات المتفاعلة. ينص ملخص البحث على ما يلي: «في هذا العمل، نتحرى عن حركيات النجوم والغازات المؤينة في Haro 11، وهي واحدة من أكثر المجرات المدمجة الزرقاء سطوعًا في الكون المحلي.»  علاوة على ذلك، ينص الملخص على ما يلي: «ومن هنا تكشف التعقيدات عن اضطرابات ديناميكية حقيقية تقدم دليلًا إضافيًا على الاندماج في Haro 11.»  ينتهي الملخص بـ: «يُظهر Haro 11 العديد من أوجه التشابه مع مجرات الهوائيات الشهيرة من الناحية الشكلية والحركية، ولكنها أكثر كثافة، وهو التفسير المحتمل للكفاءة العالية لتكوين النجوم في Haro 11.» 

## دراسات إضافية
في سبتمبر 2003، كنتيجة لبرنامج 9470 ، نشر دانيال كونث وفريقه الصور الأولى لـ Haro 11 باستخدام ACS المثبت حديثًا على تلسكوب هابل الفضائي (على وجه التحديد قناة Solar Blind) في دراسة بعنوان: «أول كاميرا متطورة عميقة لـ استطلاعات رأي صور ألفا ليمان لمجرات النجوم المتفجرة المحلية».  الملخص لكونث وآخرون. تنص على أن: «تصوير ACS يكشف عن شكل معقد لطيف ألفا ليمان، مع إزاحات قوية في بعض الأحيان بين انبعاث ليمان ألفا وموقع الضوء النجمي، والغاز المتأين الذي تتبعه H alpha ، والغاز المحايد. بشكل عام، تهرب المزيد من فوتونات ليمان ألفا Lyalphaا من المجرة الغنية بالمعادن والغبار ESO 350-IG038 [Haro 11].» 